# Meriania cuneifolia
Meriania cuneifolia är en tvåhjärtbladig växtart som beskrevs av Henry Allan Gleason. Meriania cuneifolia ingår i släktet Meriania och familjen Melastomataceae. IUCN kategoriserar arten globalt som sårbar.
Artens utbredningsområde är Ecuador. Inga underarter finns listade i Catalogue of Life.